# Anders Agger
Anders Agger (født 23. oktober 1964) er en dansk journalist og dokumentarist. 
Agger blev student fra Vestjysk Gymnasium i 1983 og senere uddannet journalist med praktik på Dagbladet Ringkøbing-Skjern. Han har været ansat ved DR siden 1989. 
Efter flere år på DR Nyheder debuterede han med dokumentaren "Heavy Agger - 14 år senere ...", som var en opfølger til Lars Oxfeldt Mortensens originale film "Heavy Agger" fra 1985. Et indblik i et særpræget heavy-rock-miljø i en lille vestjysk by, der bærer hans navn. Personerne i dokumentaren besøger han igen i Heavy Agger III (2014).  
Med otte års mellemrum har han portrætteret elever fra Herlufsholm Kostskole (2005 og 2013). Han har udviklet og produceret serierne "Tro, håb og Ikea" (2009), "Kongehuset" (2010) og "Sømanden & Juristen - fortællinger fra et hospice" (2011). Sidstnævnte var et resultat af hans seks ugers ophold på Anker Fjord Hospice som frivillig og hans møde med nogle af hospicets patienter på deres vej til døden.
I 2013 førte Anders Agger os igennem 8 særprægede miljøer i dokumentar-serien Indefra - med Anders Agger. Den foreløbigt sidste sæson, nr. 12, fik premiere i foråret 2024.
Desuden har Agger lavet en række lette sommerprogrammer med tv-kokken Anne Hjernøe, hvor de besøger danske slotte, øer og badehoteller. I 2013 drog de sammen ud i ferielandet og rejste kyststrækningerne rundt. I 2015 var de i Bosnien, hvor de fulgte en ung mand, der, efter at have boet som flygtning i Danmark, vendte tilbage til sin hjemby, Sarajevo, for at gense sin familie og blive gift med sin dansk-iranske kæreste.
Før præsidentvalget i USA i 2016 besøgte han sammen med Hjernøe fire danske familier, bosat i delstaterne Arizona, Michigan, Montana og South Carolina. I 2018 rejste makkerparret igennem Storbritannien for at belyse efterveerne af Brexit. I 2019 beskrev de Mellemøsten via landene Oman, Jordan, Libanon og Israel; det blev sommerens mest sete programserie på DR1.
Han medvirkede i 2023 i filmen Meter i sekundet, hvor han spiller sig selv, der møder en af filmens hovedpersoner i den lokale dagligvarebutik i Velling.

## Udmærkelser
Han har modtaget KLF, Kirke og Mediers hæderslegat i 2010, Danmarks Radios Sprogpris i 2001 og Liv & Død-pris uddelt af Landsforeningen Liv & Død for Fortællinger fra et hospice i 2011.. I 2017 blev han af sine kolleger kåret til årets vært ved TV-festivalen. I 2021 modtog han Modersmål-Selskabets hæderspris, Modersmål-Prisen.
I 2024 modtog han foreningen SINDs samfundspris for sit "bidrag til at udfordre os alle, til at sætte fokus på tabuer og til skabe mere opmærksomhed om psykiske udfordringer i dagens Danmark."